# Bo Dallas
Taylor Rotunda (25 de mayo de 1990) es un luchador profesional estadounidense. Actualmente trabaja para la empresa WWE, donde se presenta bajo el nombre de Uncle Howdy. También es conocido por haber luchado como Bo Dallas, nombre con el que trabajó de 2012 a 2021. Rotunda es un luchador profesional de tercera generación; su abuelo Blackjack Mulligan, su padre Mike Rotunda, sus tíos Barry y Kendall Windham, y su hermano Windham, fueron luchadores profesionales.
Mientras competía en los territorios de desarrollo de WWE, Florida Championship Wrestling (FCW) y NXT, fue tres veces Campeón Peso Pesado de Florida de FCW, dos veces Campeón en Parejas de Florida de FCW junto con su hermano mayor Bray Wyatt, y el Campeón de NXT más joven en la historia de WWE a los 22 años de edad. Fue promovido al roster principal de WWE en 2014, donde ganó el Campeonato en Parejas de Raw (con Curtis Axel como parte de B-Team) y el Campeonato 24/7, cada uno ostentado en una ocasión. Fue despedido de WWE en 2021, pero regreso a mediados de 2022, apareciendo con un nuevo personaje llamado Uncle Howdy, un secuaz de su hermano Bray Wyatt. Después de que Wyatt enfermara a inicios de 2023, los dos fueron removidos de la televisión. Su hermano Windham murió inesperadamente en agosto de ese año. Tiempo después, Rotunda apareció en el documental de 2024, Bray Wyatt: Becoming Immortal, y en la ceremonia del WWE Hall of Fame de 2024, donde indujó a The U.S. Express, un equipo conformado por su padre y su tío. Lo anterior ocurrió en abril, y en junio del mismo año, hizo su regreso formal a WWE como Uncle Howdy.

## Primeros años
Rotunda asistió a Hernando High School y se graduó en 2008. Durante sus últimos dos años de escuela secundaria, calificó para los campeonatos de lucha libre del estado. También jugó al fútbol como linebacker. Originalmente, se le ofreció una beca de fútbol en Webber International University en Babson Park, Florida, pero cuando la oferta fracasó, decidió convertirse en luchador en su lugar.

## Carrera

### World Wrestling Entertainment / WWE (2008–2021)

#### Florida Championship Wrestling (2008-2012)
En 2008, Rotunda firmó un contrato de desarrollo con la World Wrestling Entertainment (WWE) y fue asignado al territorio de desarrollo Florida Championship Wrestling (FCW), donde debutó en diciembre de ese año derrotando a Caleb O'Neal. El 16 de diciembre, Rotunda luchó bajo su nombre real, Taylor Rotunda, y se unió a Kris Logan para derrotar a Jon Cutler & Ryback en una lucha por equipos. A principios de 2009, Rotunda continuó luchando en combates por equipos, y cambió su nombre a Tank Rotunda en febrero. En junio, comenzó a luchar bajo el nombre de Bo Rotunda y más tarde como Bo Rotundo, y al mes siguiente comenzó a formar equipo con su hermano, Duke Rotundo. En las grabaciones de FCW del 23 de junio, The Rotundo Brothers derrotaron a The Dude Busters (Caylen Croft y Trent Barretta) para convertirse en los contendientes #1 por los Campeonatos en Parejas de Florida de FCW. Esa misma noche, vencieron a Justin Angel & Kris Logan para ganar los campeonatos. The Rotundo Brothers continuaron defendiendo con éxito los títulos contra Dylan Klein & Vance Archer y el equipo de Curt Hawkins & Heath Slater. En las grabaciones de FCW del 19 de noviembre, The Rotundo Brothers perdieron los campeonatos ante Croft & Hawkins. A principios de 2010, The Rotundo Brothers tuvieron un feudo con The Usos (Jimmy & Jules) y su mánager, Sarona Snuka. En abril, iniciaron un feudo con Hawkins y Jackson Andrews, el cual comenzó cuando Rotundo se enfrentó a Andrews y ganó por descalificación debido a una interferencia de Hawkins.

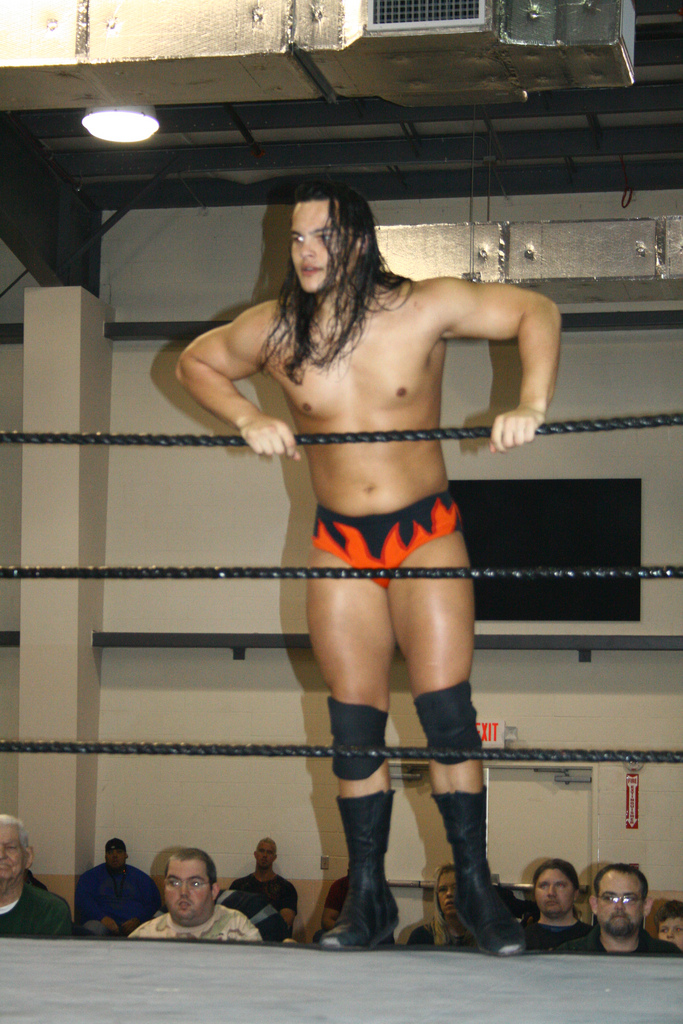
Rotunda durante un evento en vivo de FCW, en marzo de 2010.

Tras eso, Rotunda se ausentó de FCW debido a una lesión, haciendo su regreso en junio. Desde entonces comenzó a competir en luchas individuales, derrotando a varios luchadores como Hawkins, Derrick Bateman, Tyler Reks y Brodus Clay. En agosto, el campeón Peso Pesado de Florida de FCW Mason Ryan emitió un desafío abierto por el campeonato, el cual Rotundo aceptó. Sin embargo, fue derrotado vía rendición por Ryan. El 3 de febrero de 2011, Rotundo derrotó a Ryan para ganar el Campeonato Peso Pesado de Florida de FCW por primera vez en su carrera, pero lo perdió ante Lucky Cannon inmediatamente después. El 19 de mayo, Rotundo recuperó el título tras derrotar a Cannon. En julio y agosto, Rotundo compitió en múltiples luchas no televisadas antes de los episodios de Raw y SmackDown. El 1 de septiembre, Rotundo abandonó el Campeonato Peso Pesado de Florida de FCW debido a una lesión. Ese mismo mes, se informó que Rotundo había sufrido un riñón lacerado, y se esperaba que estuviera ausente durante varios meses para recuperarse.
Rotundo hizo su regreso en las grabaciones de FCW el 29 de enero de 2012, declarando sus intenciones de recuperar el Campeonato Peso Pesado de Florida de FCW. El 2 de febrero, Rotundo & su hermano, renombrado Husky Harris, derrotaron a Eli Cottonwood & Brad Maddox para ganar los Campeonatos en Parejas de Florida de FCW por segunda vez. Los hermanos mantuvieron los campeonatos hasta el 15 de marzo, cuando los perdieron ante Jake Carter & Corey Graves. En mayo, Rotundo hizo varias apariciones en los House Shows de WWE, derrotando a Drew McIntyre. El 16 de junio en un evento en vivo de FCW, Rotundo derrotó a Rick Víctor para ganar el Campeonato Peso Pesado de Florida de FCW por tercera vez en su carrera, justo después de que Víctor acabara de derrotar a Seth Rollins en una lucha por el título. Sin embargo, perdió el título ante Víctor en otro evento en vivo de FCW el 13 de julio.

#### NXT (2012–2014)
En 2012, cuando WWE renombró a FCW como NXT, Rotunda hizo su debut en televisión el 20 de junio, con un gimmick de un hombre "feliz y afortunado" y bajo el nombre de Bo Dallas. Esa noche, derrotó a Rick Víctor. En agosto, Dallas participó en un torneo por el recién creado Campeonato de NXT, pero fue eliminado por Jinder Mahal en los cuartos de final. En el episodio del 7 de noviembre de NXT, Dallas compitió en una lucha para determinar al contendiente #1 por el Campeonato de NXT, enfrentándose a Mahal, Drew McIntyre y Justin Gabriel. A pesar de la eliminación de McIntyre y Gabriel, Dallas fue derrotado por Mahal.
El 26 de enero de 2013, en el Royal Rumble Fanfest de WWE, Dallas participó en un torneo de NXT de ocho hombres por una oportunidad de participar en el Royal Rumble match, derrotando a Luke Harper, Conor O'Brian y Leo Kruger para ganar dicho torneo. La noche siguiente en el evento, Dallas participó en el Royal Rumble match como el número 16, en donde duró más de 20 minutos y eliminó al Campeón Intercontinental de WWE Wade Barrett, quien regresó al ring y lo eliminó en forma de venganza. Eso provocó un pequeño feudo entre ambos, con Barrett desafiando a Dallas a una lucha no titular la noche siguiente en Raw, en la cual Dallas se llevó una victoria trastornada. En el episodio del 11 de febrero de SmackDown, Dallas apareció para atacar a Barrett antes de su lucha contra Kofi Kingston. Más tarde, Dallas desafió a Barrett a un combate por el Campeonato Intercontinental de WWE, pero fue derrotado.
Simultáneamente con su feudo con Wade Barrett, Dallas compitió en un torneo por los Campeonatos en Parejas de NXT junto con Michael McGillicutty. Ambos derrotaron a Primo & Épico para avanzar a las semifinales, pero fueron derrotados por The Wyatt Family (Luke Harper & Erick Rowan) debido a una interferencia de Bray Wyatt. Durante una lucha para determinar al contendiente #1 por el Campeonato de NXT contra Conor O'Brian y Corey Graves, Dallas fue atacado por Wyatt debido a la respuesta negativa de Dallas acerca de unirse a The Wyatt Family, lo que le costó dicho combate. Ese ataque dio lugar a una lucha entre Dallas y Wyatt, la cual Dallas ganó. A partir de finales de abril, la audiencia de NXT comenzó a estar en contra de Dallas (a pesar de que Dallas no había cambiado su carácter) y el público empezó a abuchearlo. Durante ese tiempo, el campeón en Parejas de NXT Adrian Neville eligió a Dallas para reemplazar a su compañero lesionado, Oliver Gray, pero el 8 de mayo en NXT perdieron los títulos ante The Wyatt Family. Poco después, Dallas comenzó a mostrar sutiles actitudes de un luchador heel.

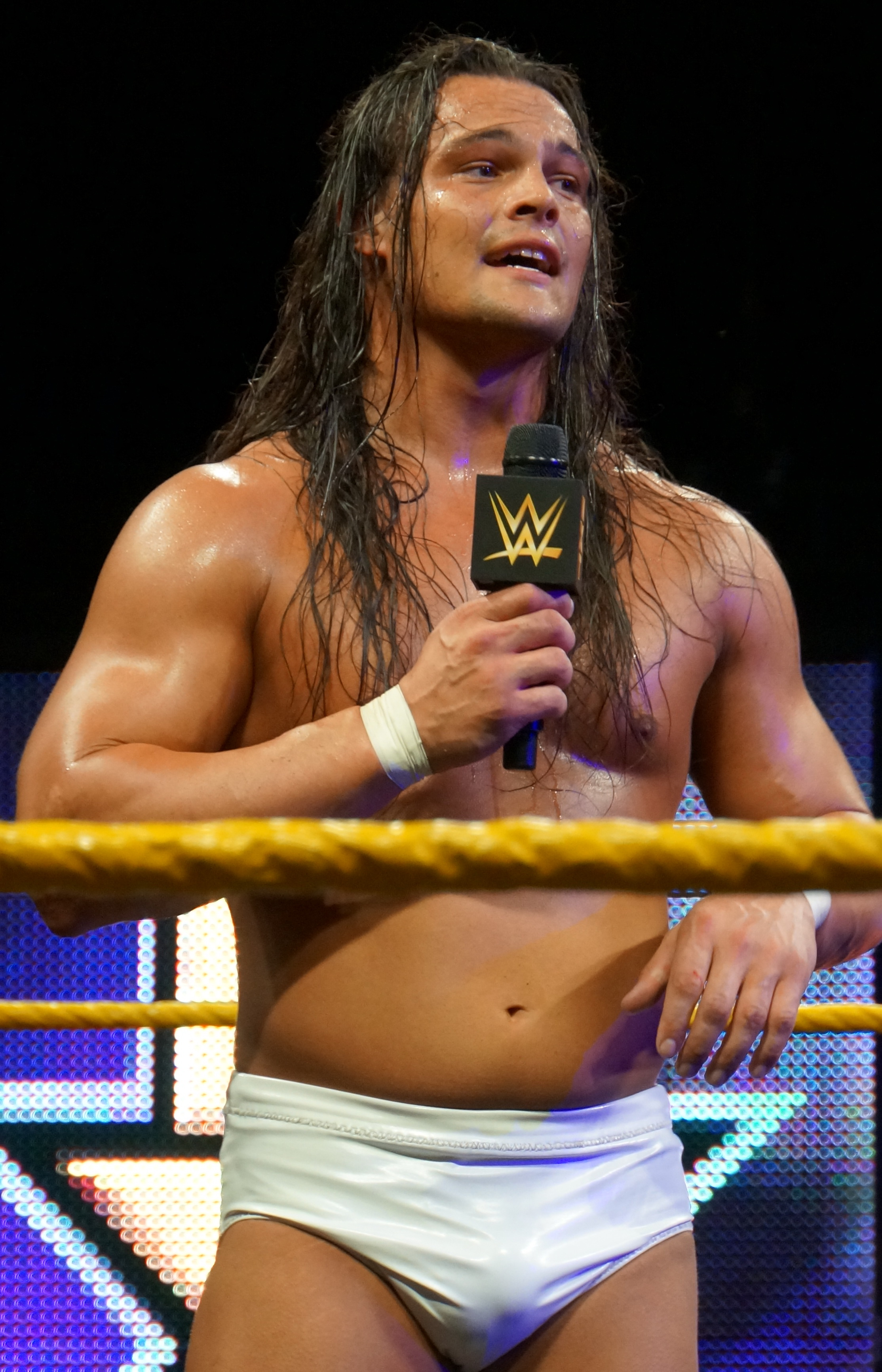
Fotografiado en 2014.

En el episodio del 29 de mayo de NXT, Dallas ganó un Battle Royal para convertirse en el contendiente #1 por el Campeonato de NXT. El 12 de junio en NXT, Dallas derrotó a Big E Langston para ganar el título por primera vez en su carrera. A mediados de 2013, defendió con éxito el campeonato contra Antonio Cesaro y Leo Kruger. Para entonces, el odio del público hacia Dallas había crecido hasta el punto en que literalmente le daban la espalda mientras animaban a todos sus oponentes, sin importar a quién se estuviera enfrentando. En septiembre, Dallas realizó un desafío abierto para determinar a su próximo contendiente por el título, pero le prohibió competir a Sami Zayn, por lo que Zayn se disfrazó como el enmascarado El Local y derrotó a Dallas para ganar el campeonato el 16 de octubre en NXT. Debido a eso, JBL reinició la lucha y Dallas logró derrotar a Zayn para conservar el título. En diciembre, Dallas se enfrentó a Adrian Neville en una lucha titular, siendo derrotado por cuenta fuera, lo que le permitió retener el título. En febrero de 2014 en NXT Arrival, Dallas perdió el campeonato ante Neville en un ladder match, y no logró recuperarlo en su lucha de revancha el 27 de marzo. Al mes siguiente, Dallas intentó adueñarse de NXT, pero la multitud le dio la espalda y fue forzado a enfrentarse a Justin Gabriel, a quien derrotó. Después de haber hecho berrinches al no encontrar su propio camino, Dallas fue derrotado por Big E el 22 de mayo en NXT y como resultado se vio obligado a abandonar NXT. En junio, volver a NXT apareciendo como el luchador enmascarado "Mr. NXT", pero fue expuesto por Zayn y forzado a abandonar NXT definitivamente.

#### Bolieve (2014-2016)

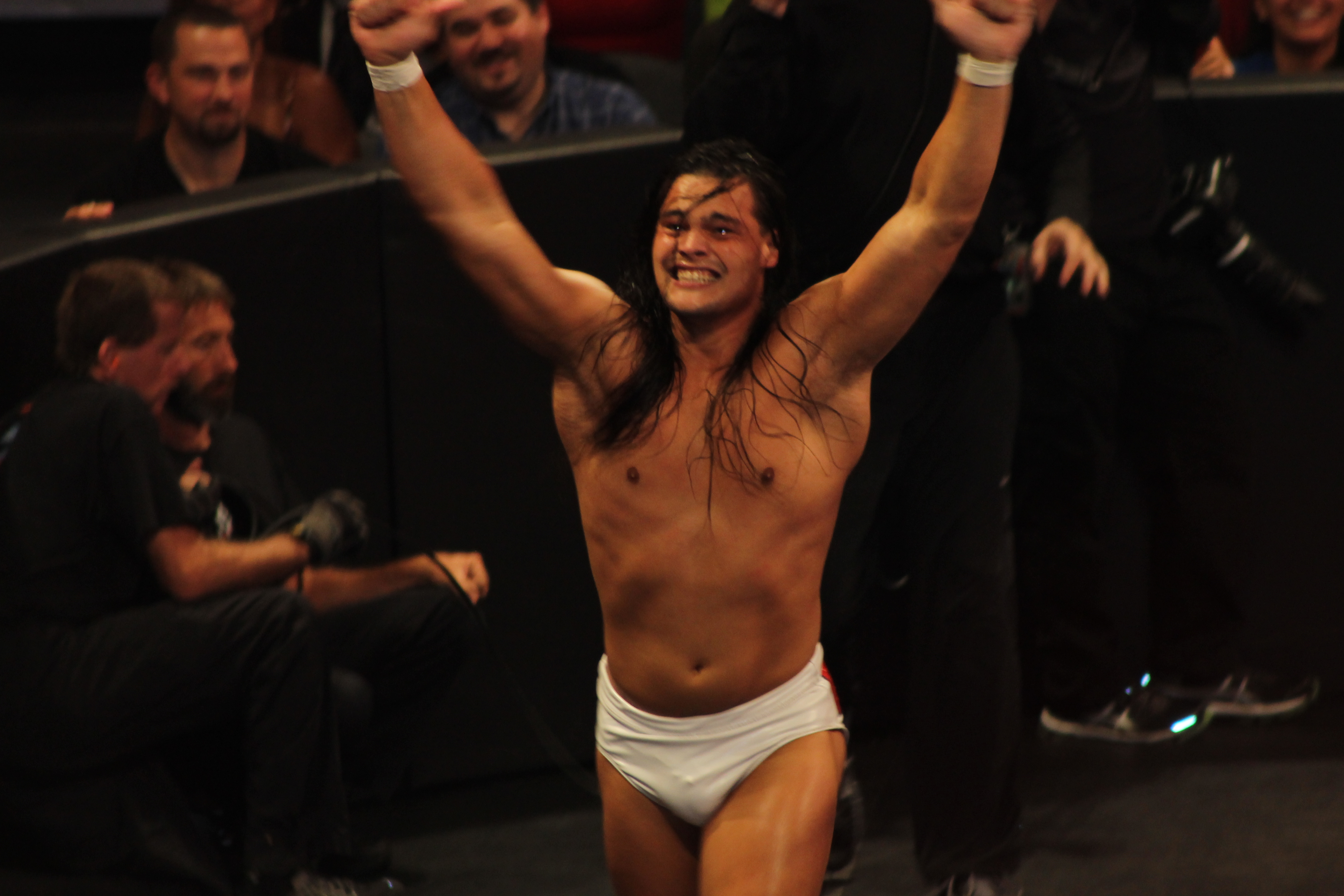
Bo Dallas celebrando una victoria, en septiembre de 2014.

El 7 de abril en Raw, la noche después de WrestleMania XXX, WWE comenzó a emitir promos sobre el debut y el estilo motivacional de Dallas. Finalmente, Dallas hizo su regreso al roster principal el 23 de mayo en SmackDown, derrotando a Sin Cara, a quien volvió a vencer el 26 de mayo en Raw. Ese fue el comienzo de una racha ganadora, alcanzando una tercera victoria ante Xavier Woods el 30 de mayo en SmackDown. En Payback se enfrentó a Kofi Kingston. Durante la lucha, apareció Kane y atacó a Kingston, terminando la lucha sin resultado. Al día siguiente en Raw, Dallas venció a Kingston, siendo esta su cuarta victoria. Tras eso, Dallas siguió acumulando victorias, derrotando a luchadores como Xavier Woods, Santino Marella, R-Truth, Fandango y Titus O'Neil.
Dallas se estableció como un luchador heel cuando atacó a El Torito después de haber conseguido su undécima victoria ante Diego en el episodio del 4 de julio de SmackDown. Más adelante, Dallas derrotó a El Torito para obtener su duodécima victoria y después derrotó a Diego & El Torito en un 2-on-1 Handicap match en dos ocasiones, para conseguir sus victorias número trece y catorce. Después de eso, Dallas siguió acumulando victorias ante luchadores como The Great Khali, Damien Sandow y Dolph Ziggler. En Battleground, Dallas participó en el Battle Royal por el vacante Campeonato Intercontinental, en donde se las arregló para eliminar Sin Cara y Titus O'Neil antes de ser eliminado por Dolph Ziggler. La racha invicta de Dallas fue terminada por R-Truth en el episodio de 28 de julio de Raw, lo que provocó un pequeño feudo entre los dos.
A finales de agosto, Dallas comenzó a atormentar a Jack Swagger por su derrota ante Rusev en SummerSlam después de las luchas de Swagger. Después de eso, Dallas inició un feudo con Mark Henry después de derrotarlo en el episodio del 29 de septiembre de Raw, atormentándolo como lo hizo con Swagger debido a su derrota ante Rusev en Night of Champions. El 7 de octubre en Main Event, Dallas desafió sin éxito a Dolph Ziggler a una lucha por el Campeonato Intercontinental. Luego de eso, Dallas logró vencer en tres ocasiones a Henry en los shows semanales, antes de ser derrotado por él en el Kick-Off de Hell in a Cell, terminando de esa manera el feudo.
Después de una ausencia de cuatro meses debido a una lesión en un pie, Dallas hizo su regreso televisado en el Pre-Show de WrestleMania 31 el 29 de marzo de 2015, compitiendo en el André the Giant Memorial Battle Royal, en donde fue eliminado por Hideo Itami. La noche siguiente en Raw, interrumpió la entrevista que le hacían a Sting, diciéndole que debía de "Bo-creer" pero fue atacado por el propio Sting con un Scorpion Death Drop. En el episodio del 18 de mayo de Raw, Dallas reavivó su rivalidad con Neville, atacándolo antes y después de su lucha contra King Barrett. En Elimination Chamber, Dallas fue derrotado por Neville. El 24 de agosto en Raw, Dallas interrumpió a Brock Lesnar y se burló de su derrota ante The Undertaker de la noche anterior en SummerSlam, por lo que Lesnar lo atacó con varios German suplexes y un F5. En el Kick-Off de Survivor Series, Dallas compitió en un Traditional Survivor Series Elimination match, en donde junto con The Cosmic Wasteland (Stardust & The Ascension) & The Miz fue derrotado por Goldust, The Dudley Boyz, Neville & Titus O'Neil. En Tribute to the Troops, Dallas (vestido como el Tío Sam) fue derrotado por Mark Henry.

#### The Social Outcasts (2016-2017)

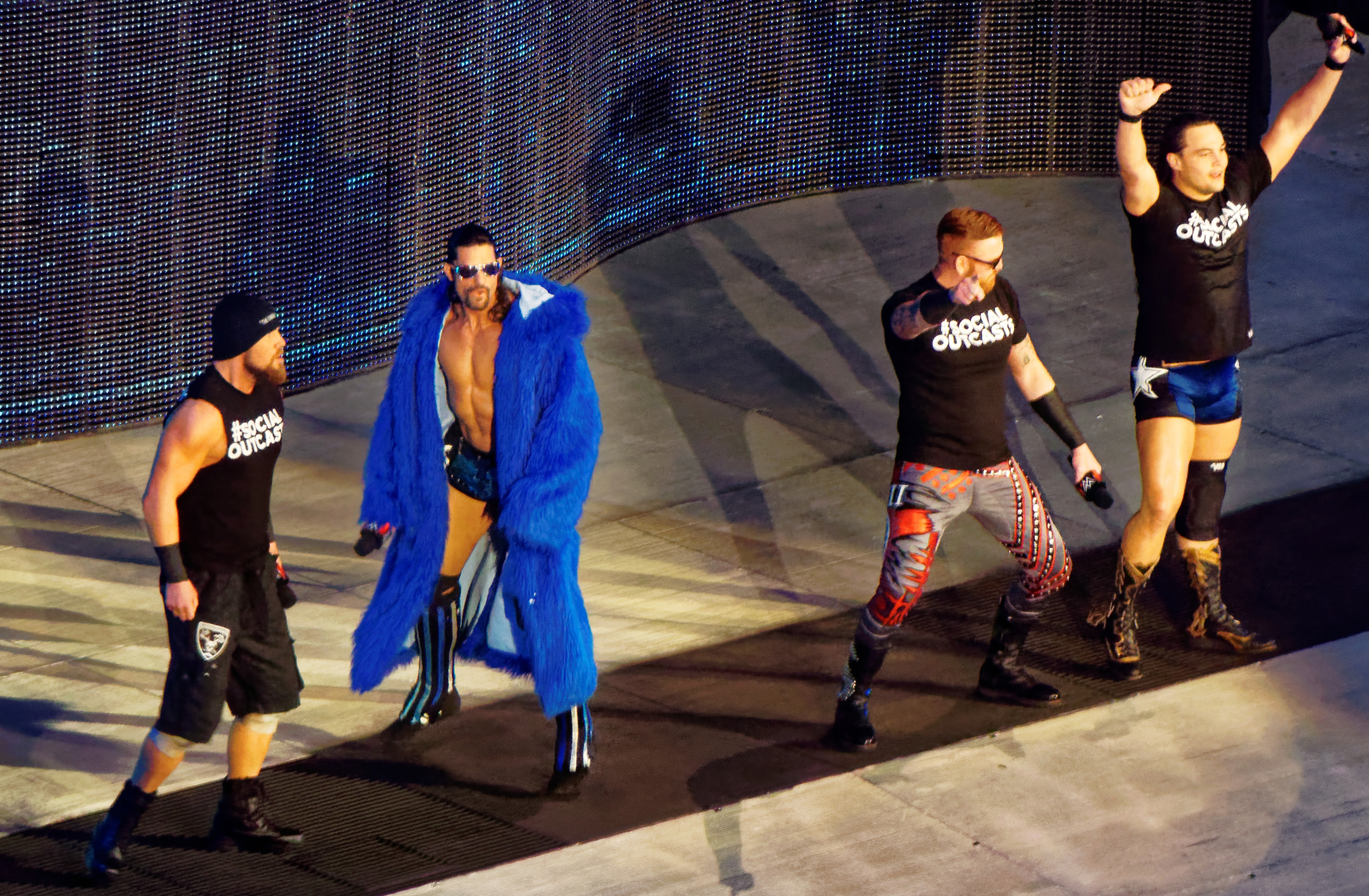
The Social Outcasts, en abril de 2016.

En el episodio del 4 de enero de Raw, Dallas interfirió en la victoria de Heath Slater sobre Dolph Ziggler junto con Adam Rose y Curtis Axel, formando junto a ellos y Slater el stable The Social Outcasts. El 11 de enero en Raw, el grupo se enfrentó a The Wyatt Family, sin embargo la lucha terminó sin resultado debido a una interferencia de Ryback. En el episodio del 14 de enero de SmackDown, el stable derrotó al equipo formado por Goldust, Damien Sandow, Jack Swagger & Zack Ryder. El 17 de marzo en SmackDown, los cuatro miembros de The Social Outcasts anunciaron su participación en el André the Giant Memorial Battle Royal en WrestleMania 32, sin embargo el ganador de esa lucha fue el debutante Baron Corbin. En mayo, los miembros de The Social Outcasts comenzaron a rodar la película The Marine 5: Battleground, por lo que fueron sacados de televisión por un tiempo. Hicieron su regreso en el episodio del 27 de junio de Raw confrontando a Enzo Amore & Big Cass. La semana siguiente en Raw, se enfrentaron a Enzo & Cass, pero fueron derrotados.
El 19 de julio, Dallas fue enviado a la marca Raw debido al Draft y a la nueva separación de marcas, por lo que The Social Outcasts se desintegró. El 5 de septiembre en Raw, Dallas reapareció con un ligero cambio en su gimmick y con un nuevo finisher, además trayendo con él una señal que decía "Bo-cree en Bo" y derrotó al competidor local Kyle Roberts. Durante las siguientes semanas, Dallas seguiría derrotando a luchadores locales. En el episodio del 10 de octubre de Raw, Dallas formó equipo con su antiguo compañero Curtis Axel para enfrentarse a Sami Zayn & Neville, pero fueron derrotados. La semana siguiente en Raw, Dallas derrotó a Neville y tras la lucha, atacó a Axel, quien estaba en su esquina apoyándolo, poniéndole fin a su asociación en el proceso. El 24 de octubre en Raw, Dallas derrotó a Axel tras sujetarlo de las medias durante el conteo de tres. Tras varias semanas sin aparecer, Dallas volvió en el episodio del 19 de diciembre de Raw, estando presente en un segmento de curso de sensibilización, el cual aprobó. La semana siguiente en Raw, hizo equipo con Darren Young para enfrentarse a The Shining Stars, pero ambos equipos fueron atacados por Braun Strowman durante el combate, cambiando a face por primera vez desde 2013 en el proceso. Sin embargo, el 13 de febrero de 2017 en Raw, Dallas cambió nuevamente a heel durante una lucha contra Kofi Kingston (del equipo The New Day), en la cual fue derrotado. El 2 de abril en el Kick-Off de WrestleMania 33, Dallas participó en el André the Giant Memorial Battle Royal, pero fue eliminado por el ganador Mojo Rawley.

#### The Miztourage y The B-Team (2017-2021)
Después de estar ausente durante varias semanas, Dallas hizo su regreso en el episodio del 19 de junio de Raw, sólo para ser derrotado por Finn Bálor. Esa misma noche, mientras conversaba con Curtis Axel en backstage, el campeón Intercontinental The Miz se les acercó para ofrecerles hacer de ellos "las estrellas que merecían ser", sólo si antes ellos se convertían en su "séquito". Más tarde esa misma noche, Dallas y Axel aparecieron disfrazados de osos durante un segmento entre Miz y su esposa Maryse, en donde se revelaron y se aliaron a Miz tras atacar a su rival Dean Ambrose. En el episodio del 26 de junio de Raw, Dallas y Axel, ahora conocidos en conjunto como The Miztourage, se unirían a Miz en un Six-Man Tag Team match contra Ambrose, Heath Slater & Rhyno, en donde se llevarían la victoria después de que Dallas cubriera a Rhyno. En el pre-show de SummerSlam, Miz y Miztourage derrotarían a Jason Jordan y The Hardy Boyz. En el episodio del 28 de agosto de Raw, Dallas competiría en un 20-man Battle Royal para determinar al nuevo contendiente #1 por el Campeonato Intercontinental, la cual fue ganada por Jeff Hardy. Después de tomarse un breve descanso debido a una enfermedad, Dallas volvería el 30 de octubre en Raw, en donde sería atacado por Braun Strowman.
En noviembre, después de que Miz tuviera que ausentarse para filmar la película The Marine 6, Dallas y Axel formarían una breve alianza con Elias en el episodio del 27 de noviembre de Raw, en donde Dallas y Axel intentarían ayudar a Elias a vencer a Roman Reigns para ganar el Campeonato Intercontinental, sin embargo, Reigns retendría el título.

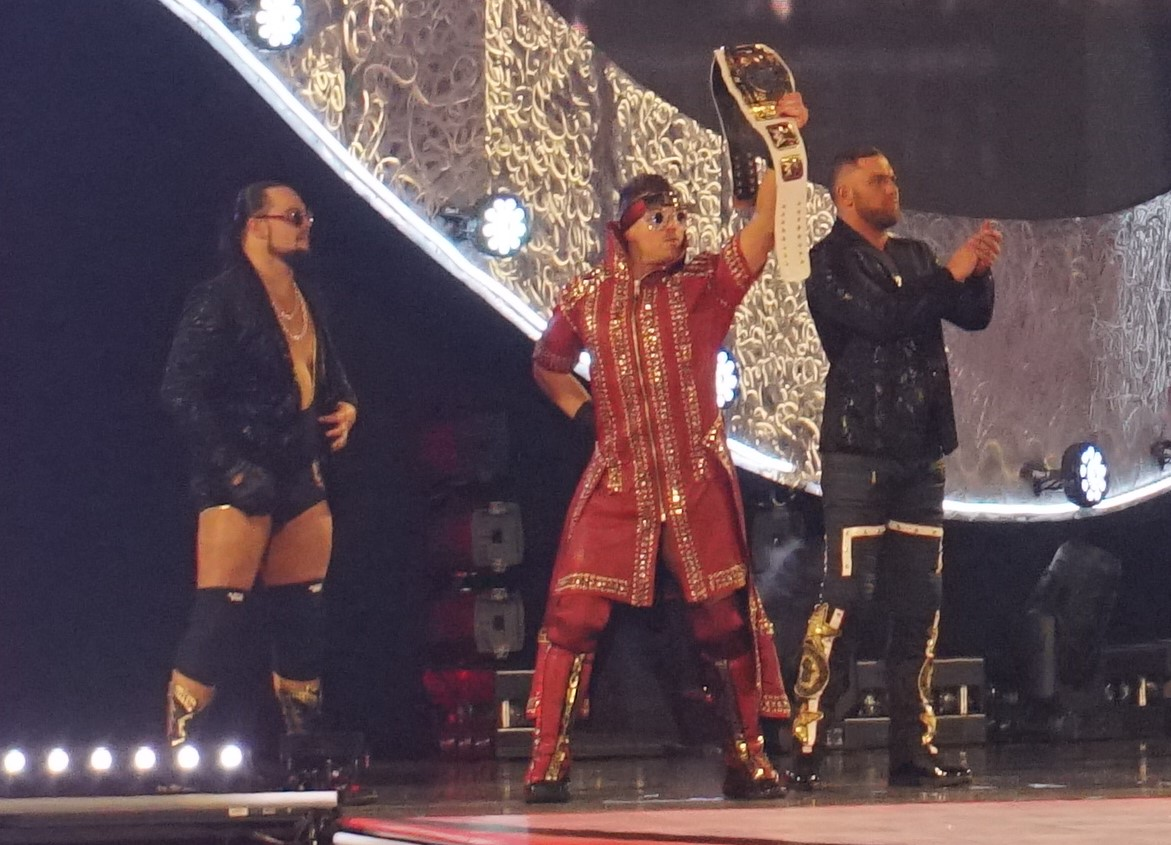
Dallas junto a The Miz y Curtis Axel, en WrestleMania 34.

El 25 de febrero en el kick-off de Elimination Chamber, Bo Dallas & Curtis Axel fueron derrotados por Luke Gallows & Karl Anderson. En el kick-off de WrestleMania 34, Dallas, al igual que Axel, participó en el André the Giant Memorial Battle Royal, pero fue eliminado por Kane. El 16 de abril, durante el Superstar Shake-up, The Miz fue traspasado a SmackDown, mientras que Dallas y Axel permanecieron en Raw. Más tarde esa noche, The Miztourage abandonó a Miz en su último combate en Raw y luego, sin conseguir éxito, le ofreció sus servicios a otros luchadores, incluidos Finn Bálor y Seth Rollins.
En el episodio del 14 de mayo de Raw, Dallas y Axel, ahora conocidos como The B-Team, derrotaron a Tyler Breeze y Fandango, su primera victoria como equipo desde agosto de 2017. En el episodio del 4 de junio de Raw, The B-Team ganó un Tag Team Battle Royal para determinar a los contendientes número uno por los Campeonatos en Parejas de Raw. Debido a eso, Dallas y Axel comenzaron un feudo con los campeones Matt Hardy y Bray Wyatt, y los derrotaron para ganar los títulos en Extreme Rules. En el episodio del 23 de julio de Raw, The B-Team retuvo los títulos en una revancha titular contra Hardy y Wyatt. En las siguientes semanas, The B-Team cambió a face. El 19 de agosto en el kick-off de SummerSlam, The B-Team tuvo su primera defensa titular exitosa en un evento de pauge-por-ver contra The Revival (Dash Wilder & Scott Dawson). En el episodio del 3 de septiembre de Raw, The B-Team tenía programado defender los títulos contra The Revival. Sin embargo, después de atacar The Revival tras bastidores, Dolph Ziggler y Drew McIntyre tomaron sus lugares como reemplazo. Ziggler y McIntyre fueron victoriosos en la lucha titular, terminando el reinado de The B-Team a los 50 días.
En el episodio del 12 de noviembre de Raw, The B-Team compitió en un Tag Team Battle Royal para determinar al equipo capitán del Team Raw para un Traditional Survivor Series Elimination Tag Team match en Survivor Series, pero fueron eliminados, siendo los ganadores Chad Gable & Bobby Roode. Sin embargo, el equipo fue añadido al Team Raw junto con los otros equipos perdedores. En el kick-off del evento, el Team Raw fue derrotado por el Team SmackDown, siendo The B-Team eliminado después de que Karl Anderson cubriera a Dallas. El 24 de noviembre en el evento en vivo Starrcade, The B-Team derrotó a The Revival. En el episodio del 17 de diciembre de Raw, The B-Team compitió en un Fatal 4-Way match contra The Revival, The Authors of Pain y Lucha House Party para determinar a los contendientes número uno a los Campeonatos en Parejas de Raw, pero fueron derrotados por The Revival. En el episodio del 4 de febrero de 2019 de Raw, The B-Team compitió en otro Fatal 4-Way match contra The Revival, Lucha House Party y Heavy Machinery para determinar a los contendientes número uno a los Campeonatos en Parejas de Raw, pero fueron  derrotados nuevamente por The Revival. El 7 de abril en el kick-off de WrestleMania 35, tanto Dallas como Axel participaron en el André the Giant Memorial Battle Royal, pero ninguno de los dos logró ganar.
El 26 de abril, tanto Dallas como Axel fueron traspasados a SmackDown. The B-Team hizo su debut en SmackDown en el episodio del 30 de abril como heel, siendo derrotado por Roman Reigns en un 2-on-1 Handicap match con Elias como árbitro especial invitado. La semana siguiente en SmackDown, The B-Team salvó a Shane McMahon de un ataque de su antiguo mentor y compañero, The Miz, por quien después fueron atacados. En el episodio del 21 de mayo de SmackDown, Dallas intentó ganar el Campeonato 24/7 de R-Truth, el cual fue presentado la noche anterior en Raw por Mick Foley, pero no logró ganar la lucha improvisada por el título tras bastidores luego de que el pinfall fue interrumpido por Axel. En el evento Super Show-Down, desde Jeddah, Arabia Saudita, Dallas participó en un 51-man Battle Royal, pero no logró ganar el combate luego de haber sido eliminado por Apollo Crews. En el episodio del 26 de agosto de Raw, The B-Team apareció en la marca a través de la regla de invitación sorpresa, compitiendo en un Tag Team Turmoil match para determinar a los contendientes número uno a los Campeonatos en Parejas de Raw en Clash of Champions, pero fue el primer equipo eliminado por The Viking Raiders.
En el episodio del 3 de septiembre de SmackDown, Dallas se convirtió brevemente en Campeón 24/7, cubriendo a Drake Maverick tras bastidores gracias a la ayuda de Axel, solo para perderlo nuevamente ante Maverick unos minutos más tarde. En el episodio del 17 de septiembre de SmackDown, The B-Team perdió ante Heavy Machinery. La siguiente semana en SmackDown, The B-Team fue derrotado por The New Day (Big E & Xavier Woods). El 13 de octubre, debido al Draft, se anunció que The B-Team permanecería en la marca SmackDown. El 31 de octubre en Crown Jewel, The B-Team compitió en un Tag Team Turmoil match por la Copa Mundial en Parejas de WWE, pero fueron eliminados por The New Day. En el episodio del 8 de noviembre de SmackDown, Dallas y Axel fueron atacados por Braun Strowman y el boxeador Tyson Fury, quienes acababan de unir fuerzas. La semana siguiente en SmackDown, Dallas y Axel, junto con Drew Gulak, fueron atacados una vez más por Strowman.
El 30 de abril de 2020, The B-Team se disolvió silenciosamente después de que Axel fuera liberado de su contrato con WWE debido a los recortes presupuestarios derivados de la pandemia COVID-19. El 15 de abril de 2021, Rotunda fue liberado de su contrato con WWE, después de más de un año de ausencia, terminando su permanencia de 13 años en la compañía.

### Regreso a WWE (2022–presente)

#### Reincorporación como Uncle Howdy y The Wyatt Sicks (2022-presente)
En octubre de 2022 durante el evento Extreme Rules, su hermano Windham, conocido como Bray Wyatt, hizo su regreso a WWE después de haber sido despedido algunos meses antes. Poco después, un nuevo personaje llamado Uncle Howdy comenzó a asechar a Wyatt. De esta manera, Rotunda volvió a WWE para romar el papel de Howdy, apareciendo por primera en diciembre, donde se alió con Wyatt para ayudarlo en su feudo contra LA Knight. Sin embargo, como Bray Wyatt fue retirado de televisión por una enfermedad en la vida real, Howdy también desapareció. En agosto de 2023, Wyatt murió inesperadamente por un ataque cardíaco, dejando el futuro de Rotunda en WWE en estado desconocido. A principios de abril de 2024, en medio de su pausa luchística, Rotunda apareció en el documental de Peacock, Bray Wyatt: Becoming Immortal, una película biográfica sobre su hermano. Días después, el 5 de abril, Rotunda, junto con su hermana Mika, apareció en la ceremonia del WWE Hall of Fame de 2024, para inducir a The U.S. Express, un equipo de lucha libre que estuvo conformado por su padre y su tío, Mike Rotunda y Barry Windham.
Comenzando el Raw después de WrestleMania XL, WWE empezó a dar avances en ruta al regreso de Rotunda con el personaje de Uncle Howdy, tocando música siniestra durante las pausas comerciales de algunos episodios de Raw y SmackDown, y mostrando códigos QR en pantalla para los espectadores en casa, similar a como se hizo con el regreso de Wyatt en 2022. En el episodio del 17 de junio de Raw, Rotunda hizo su regreso oficial como Uncle Howdy, apareciendo junto a otros cuatro personajes enmascarados, quienes dejaron golpeados al personal detrás de cámaras y a otros luchadores, para cerrar el programa. El grupo fue llamado The Wyatt Sicks.

## Otros medios

### Videojuegos
| Año  | Título               | Notas                                                           |
| ---- | -------------------- | --------------------------------------------------------------- |
| 2014 | WWE 2K15             | Como Bo Dallas, debut en los videojuegos                        |
| 2014 | WWE SuperCard        | Juego de actualizaciones periódicas para iOS y Android          |
| 2015 | WWE 2K16             | Como Bo Dallas                                                  |
| 2016 | WWE 2K17             | Como Bo Dallas                                                  |
| 2017 | WWE 2K18             | Como Bo Dallas                                                  |
| 2017 | WWE Tap Mania        | Como Bo Dallas, para iOS y Android                              |
| 2018 | WWE 2K19             | Como Bo Dallas                                                  |
| 2019 | WWE 2K20             | Como Bo Dallas                                                  |
| 2019 | WWE Universe         | Como Bo Dallas, para iOS y Android                              |
| 2020 | WWE 2K Battlegrounds | Como Bo Dallas                                                  |
| 2023 | WWE 2K23             | Como Uncle Howdy, incluido en el paquete DLC «Revel with Wyatt» |
| 2024 | WWE 2K24             | Como Uncle Howdy                                                |

## Vida personal
Rotunda se casó con la exluchadora de NXT, Sarah Bäckman, el 26 de junio de 2014. Ambos se divorciaron en 2018.

### Problemas legales
El 19 de febrero de 2012, Rotunda fue arrestado por conducir bajo los efectos del alcohol en Tampa, Florida, con niveles de alcohol en la sangre de 0,166 y 0,178 según dos controles de alcoholemia, por encima del límite legal de 0,08. Fue puesto en libertad más tarde ese mismo día con una fianza de $500.
El 2 de septiembre de 2016, fue arrestado por embriaguez pública en Dallas, Texas, tras haber sido expulsado de un vuelo que iba a despegar del Aeropuerto Internacional de Dallas con destino a Ciudad de México.

## Filmografía
| Año  | Título                        | Papel    |
| ---- | ----------------------------- | -------- |
| 2017 | The Marine 5: Battleground    | Alonzo   |
| 2024 | Bray Wyatt: Becoming Immortal | Él mismo |

## Campeonatos y logros
- Florida Championship Wrestling/FCW
  - FCW Florida Heavyweight Championship (3 veces)
  - FCW Florida Tag Team Championship (2 veces) - con Duke Rotunda

- Pro Wrestling Illustrated
  - Situado en el Nº73 en los PWI 500 de 2014[129]

- WWE
  - NXT Championship (1 vez)
  - Raw Tag Team Championship (1 vez) - con Curtis Axel
  - WWE 24/7 Championship (1 vez)